# Йордан Малиновски
Йордан Петров Малиновски е български учен физикохимик със значителен принос в областта на фотографските процеси, академик на Българска академия на науките и неин председател (1992 – 1996).

## Биография
Роден е на 3 юни 1923 в гр. Сливен.

## Образование и научна кариера
Йордан Малиновски завършва средното си образование в Американски колеж в София през 1943 г., а през 1948 г. Физико-математическия факултет (ФМФ) на Софийския университет. Оттогава до 1958 г. е асистент и научен сътрудник във Физическия институт при БАН. 
Кандидат е на химическите науки от 1958 г., а през 1959 г. защитава докторска дисертация. Същата година е избран за старши научен сътрудник. През 1964 г. става професор в Института по физикохимия „Академик Ростислав Каишев“ при БАН. От 1979 г. е член-кореспондент на БАН, а през 1989 г. е избран за академик. Основоположник и директор на Централната лаборатория по фотопроцеси на БАН (ЦЛАФОП) от основаването ѝ през 1967 до 1992 г., когато е избран за председател на БАН. На този пост остава до края на живота си – 1996 г. Известен специалист по фотопроцеси и автор на многобройни трудове в тази област.

## Научен принос
- Област: физикохимия, с фокус върху фотографските процеси.
- Постижения:
  - Провежда пионерски изследвания върху взаимодействието на радиацията с кондензирана материя, особено във връзка с фотопроцесите.
  - Неговата работа допринася за напредъка в оптичните материали и технологии, оказвайки влияние върху области като фотониката и оптоелектрониката.
  - Под негово ръководство Централната лаборатория по фотопроцеси реализира значителни фундаментални и приложни изследвания, отразени в над 450 публикации (над 300 с импакт фактор или ранг) и 35 монографии или глави в книги от създаването на ИОМТ.са подчертани приносите му към физикохимията и БАН. Награда, кръстена на него, е връчена на млад учен.

## Признание
Член на международни организации като:  Кралското фотографско дружество за фотографски науки и техника (член 1967, почетен член 1975), Британското физическо-химическо дружество (1976), Международния комитет по фотография (1976), Германското фотографско дружество в Кьолн (1979), почетен член на Японското дружество за фотография и техника (1984), член на Дружеството за фотографска наука и техника на САЩ, член на Европейската Академия за наука, изкуство и литература; „Доктор хонорис кауза“ на Университета в гр. Монс – Белгия.

## Награди
Димитровска награда (1971).
Награда на дружеството за фотографска наука и техника на Съединените щати за най-добра работа, публикувана в списанието на дружеството (1973)
Избран е за член на Американското дружество за фотографска наука и техника за значителни приноси в областта на фотографската наука и техника (1975)
Избран е за почетен член на Кралското фотографско дружество на Великобритания за съществен принос в областта на фотографската чувстителност (1976)
Удостоен е с медал „Линверттгерт“ за най престижната международна награда на Американското дружество за фотографска наука и техника[ неясно? ] за изключителни приноси в областта на сребърно халогенидната фотография (1988)
Удостоен със звание „почетен член“ на Американското дружество за наука и технология на изображенията. (1994)
Избран за член на Европейската академия за науки, изкуства и литература в Париж (1994)
Доктор хонорис кауза на Университета Монтено (1996)
Юбилейна награна на Съюза на научните работници  в България за най-добри научни публикации в областта на химията(1974)
В негова чест е наименуван Институтът по оптически материали и технологии, наследник на ЦЛАФОП.